# Philodendreae
Philodendreae,  tribus kozlačevki, dio je potporodice Aroideae. Sastoji se od dva priznata roda, jedan iz Južne i jedan iz Sjeverne Amerike.

## Rodovi
1. Philodendron Schott, (584 spp.), Sjeverna Amerika
2. Thaumatophyllum Schott,  (21 spp.), Južna Amerika